# 擦尔钦·罗赛嘉措
擦尔钦·罗赛嘉措（藏語：ཚར་ཆེན་བློ་གསལ་རྒྱ་མཚོ་，威利转写：tshar chen blo gsal rgya mtsho，1494年—1566年），藏传佛教萨迦派擦尔支派的创始人。
罗赛嘉措早年于扎什伦布寺修习格鲁派，后前往萨迦寺，改习萨迦派密法，师从仁杂仁巴衮桑却吉尼玛、达勤罗追坚赞。此后汇总各派萨迦派密法，创立擦尔派。其门徒众多，第三世达赖喇嘛索南嘉措就曾从其学帐明王、四面明王护法。后来第五世达赖喇嘛罗桑嘉措也曾修习擦尔派的道果十三种金法、大小明王诸法，从而使此法传至格鲁派之中。